# Circondario di Torino
Il circondario di Torino era uno dei circondari in cui era suddivisa l'omonima provincia.

## Storia
In seguito all'annessione della Lombardia dal Regno Lombardo-Veneto al Regno di Sardegna (1859), fu emanato il decreto Rattazzi, che riorganizzava la struttura amministrativa del Regno, suddiviso in province, a loro volta suddivise in circondari.
Il circondario di Torino fu creato come suddivisione della provincia omonima.
Con l'Unità d'Italia (1861) la suddivisione in province e circondari fu estesa all'intera Penisola, lasciando invariate le suddivisioni stabilite dal decreto Rattazzi.
Il circondario di Torino fu abolito, come tutti i circondari italiani, nel 1927, nell'ambito della riorganizzazione della struttura statale voluta dal regime fascista. Tutti i comuni che lo componevano rimasero in provincia di Torino.

## Suddivisione
Nel 1863, la composizione del circondario era la seguente:
- mandamento I di Barbania
  - Barbania; Front; Vauda di Front;
- mandamento II di Brusasco
  - Brusasco; Brozolo; Cavagnolo; Marcorengo; Monteu da Po; Piazzo; Verrua Savoia
- mandamento III di Carignano
  - Carignano; La Loggia; Piobesi Torinese; Vinovo
- mandamento IV di Carmagnola
  - Carmagnola; Villastellone
- mandamento V di Casalborgone
  - Casalborgone; Castagnetto; Lauriano; Piazzo; San Sebastiano da Po
- mandamento VI di Caselle Torinese
  - Caselle Torinese; Borgaro Torinese; Leyni; Settimo Torinese
- mandamento VII di Ceres
  - Ceres; Ala di Stura; Balme; Bonzo; Cantoira; Chialamberto; Forno Alpi Graie; Groscavallo; Mezzenile; Mondrone; Pessinetto
- mandamento VIII di Chieri
  - Chieri; Baldissero Torinese; Cambiano; Pavarolo; Pecetto; Pino Torinese;
- mandamento IX di Cirié
  - Ciriè; Grosso; Nole; Robassomero; San Carlo di Ciriè; San Francesco al Campo; San Maurizio Canavese; Villanova di Mathi
- mandamento X di Chivasso
  - Chivasso; Rondissone; Verolengo
- mandamento XI di Corio
  - Corio; Rocca Canavese
- mandamento XII di Fiano
  - Fiano; Baratonia; Cafasse; Givoletto; La Cassa; Monasterolo Torinese; Robassomero; Vallo Torinese; Varisella
- mandamento XIII di Gassino
  - Gassino; Bussolino; Castiglione Torinese; Rivalba; San Mauro Torinese; San Raffaele e Cimena
- mandamento XIV di Lanzo Torinese
  - Lanzo Torinese; Belangero; Coassolo Torinese; Germagnano; Lanzo Torinese; Mathi; Monastero di Lanzo; Traves
- mandamento XV di Moncalieri
  - Moncalieri; Cavoretto; Nichelino; Revigliasco Torinese; Truffarello
- mandamento XVI di Montanaro
  - Montanaro; Foglizzo
- mandamento XVII di Orbassano
  - Orbassano; Beinasco; Bruino; Candiolo; Piossasco; Rivalta di Torino; Sangano
- mandamento XVIII di Pianezza
  - Pianezza; Alpignano; Caselette; Collegno; Val della Torre
- mandamento XIX di Poirino
  - Poirino; Isolabella; Pralormo
- mandamento XX di Riva di Chieri
  - Riva di Chieri; Andezeno; Arignano; Mombello di Torino; Moriondo
- mandamento XXI di Rivara
  - Rivara; Busano; Camagna di Torino; Forno di Rivara; Levone
- mandamento XXII di Rivarolo Canavese
  - Rivarolo Canavese; Favria; Oglianico
- mandamento XXIII di Rivoli
  - Rivoli; Grugliasco; Rosta; Villarbasse
- mandamento XXIV di San Benigno
  - San Benigno; Bosconero; Feletto
- mandamento XXV di Sciolze
  - Sciolze; Avuglione e Vernone; Bardassano; Cinzano; Marentino; Montaldo Torinese
- mandamento XXVI di Torino (Sezione Dora)
- mandamento XXVII di Torino (Sezione Moncenisio)
- mandamento XXVIII di Torino (Sezione Monviso)
- mandamento XXIX di Torino (Sezione Po)
- mandamento XXX di Torino (Sezione Borgonuovo)
- mandamento XXXI di Torino (Sezione Borgo Po)
- mandamento XXXII di Torino (Sezione Borgo Dora)
- mandamento XXXIII di Venaria Reale
  - Venaria Reale; Druent; San Gillio
- mandamento XXXIV di Viù
  - Viù; Col San Giovanni; Lemie; Usseglio
- mandamento XXXV di Volpiano
  - Volpiano; Brandizzo; Lombardore; Rivarossa

### Eventi successivi
Il 1° gennaio 1885 il comune di Settimo Torinese fu distaccato dal mandamento di Caselle Torinese e aggregato a quello di Volpiano.